# Середня Терса (село)
Середня Терса (до 2024 року — Воро́нізьке) — село у Синельниківському районі Дніпропетровської області. Входить до складу Васильківської селищної громади. Населення становить 8 осіб. До 2018 року орган місцевого самоврядування — Письменська селищна рада.

## Історія
12 червня 2020 року, відповідно до розпорядження Кабінету Міністрів України № 709-р від «Про визначення адміністративних центрів та затвердження територій територіальних громад Дніпропетровської області», увійшло до складу Васильківської селищної громади.
19 липня 2020 року, в результаті адміністративно-територіальної реформи і ліквідації Васильківського району, село увійшло до складу новоутвореного Синельниківського району.

## Географія
Село Воронізьке розташоване на заході Васильківського району на річці Середня Терса. На півдні межує з селом Андріївка, на сході з селом Солонці та на півночі з селом Роздолля.
Поруч проходить залізниця, станція Терса за 1,5 км.
19 вересня 2024 року Верховна Рада підтримала перейменування села Воронізьке на Середня Терса. 26 вересня 2024 року перейменування набуло чинності.